# 南湖城市足球广场
南湖城市足球广场，位于河北省唐山市路南区，2019年5月1日建成开放。一期工程历时六个月，共有6块11人制足球场、6块5人制足球场以及配套设施。为河北精英女足征战女甲联赛的主场。
二期工程预计2020年十月底前完工，共建设10块11人制天然草足球场、2块人工草足球场及配套设施。